# シャンルウルファ
シャンルウルファ（トルコ語: Şanlıurfa）、通称ウルファ（Urfa）は、トルコ南東部の都市でシャンルウルファ県の県都。2012年以降のシャンルウルファ大都市自治体とシャンルウルファ県は同一の範囲である。中心市域の面積は3,668.76平方キロメートル、人口は2017年時点で921,978人で、エイユビイェ（Eyyübiye）、ハリリイェ（Haliliye）とカラキョプリュ（Karaköprü）の3つの区からなる。
紀元前4世紀にセレウコス朝シリアの都市として建設されて以来、パルティアとローマ帝国によって支配され、ギリシア語のエデッサの名で西洋では知られている。ウルファはメソポタミア北部の街でユーフラテス川の東80kmほどの場所にある大きな盆地に位置する。気候は、夏は極めて暑く乾燥し、冬は涼しく湿潤である。ウルファの住民の多くはトルコ人だが、市街地から離れるとクルド人も多く、アラブ人も若干居住する。

## 名称
ウルファの街は様々な名で呼ばれてきた。

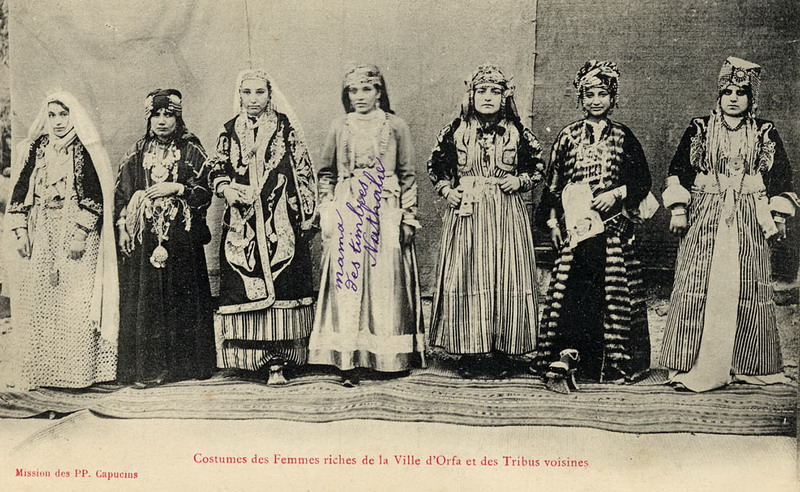
ウルファの裕福な家庭の女性たちを写した古写真

セレウコス朝のセレウコス1世によって建設され、マケドニアの古都エデッサにちなんでエデッサ（古代ギリシア語: Ἔδεσσα / Edessa）と命名された。
シリア語ではウルハイ（ܐܘܪܗ, Urhāy, Orhāy, Ourhoï）と呼ばれ、これがトルコ語のウルファ、アルメニア語ウルハイ（Ուռհայ, Urhai, Urha, Ourha）、クルド語リハ（Riha）、アラビア語ルハー（アッ＝ルハー（الرهاء, al-Ruhā', al-Rahā'、アッ＝ラハー）などの元になっている。
アンティオコス4世エピファネスの時代に一時期カリロエのアンティオキア（ Ἀντιόχεια ἡ ἐπὶ Καλλιρρόης / Antiokheia hē epi Kallirroēs、カリロエは現地にある池の名）と改称されたが、その没後は元の名前（エデッサまたはウルハイ）に戻された。
東ローマ帝国のユスティヌス1世の時代に再建され、ユスティノポリス（Justinopolis）と呼ばれた。
かつてのトルコ語名はウルファ（Urfa）であったが、1984年にトルコ大国民議会（立法府）で「シャンル」（Şanlı、偉大な、栄光ある、などの意）の称号を頭に冠した「シャンルウルファ」が正式な都市名となった。これは祖国解放戦争におけるこの街の抵抗を記念したもので、近隣の都市の得た称号（アンテプの街が1921年に「戦士」を意味する「ガズィ」を付けてガズィアンテプに、マラシュの街が1973年に「勇敢な、英雄の」を意味する「カフラマン」を付けてカフラマンマラシュになっている）と同様の称号を得たいというウルファ出身議員の再三の要請に応えたものである。

## 歴史

### 古代のウルファ
ウルファの記録に残る歴史は紀元前4世紀以前にはないが、近隣の古代都市ハッラーン（Harran）、ドゥル（Duru）については紀元前8世紀ごろには多くの記録が残っており、ウルファの街の起源も同時期に遡ると考えられる。ウルファはメソポタミア文明のゆりかごであるチグリス川・ユーフラテス川流域の上流にあった。ウルファはユーフラテス川の支流バリフ川上流にあり、南の下流にはハッラーンやラッカの街がある。
トルコのムスリムの伝承では、『旧約聖書』にある預言者アブラハム（イブラーヒーム）がカナンに向けて出発した「ウル」（カルデアのウル）とはウルファのことであるとされ、これを記念するモスクも建てられている。アブラハムがウルからカナンに向かう途中で住んだハラン（ハッラーン）が、ウルとカナンとを結ぶ直線の上にあることもその証拠であるとされる。しかしイラクでは、「カルデアのウル」と前置きされているようにメソポタミア南部の古代都市ウルのことであると主張されており、歴史学者や考古学者の間でもこの考えが主流である。また、ウルファはヨブ（アイユーブ、Ayyūb）の生誕地ともされている。
ウルファのある一帯は多くの帝国や民族、文明に支配されてきた。エブラ、アッカド、シュメール、バビロニア、ヒッタイト、フルリ（フリ）、ミタンニ、アルメニア、アッシリア、カルデア、メディア王国、アケメネス朝、マケドニア王国（アレクサンドロス大王）、セレウコス朝、アラム人、オスロエネ、古代ローマ、サーサーン朝、東ローマ帝国、十字軍などはその一例である。

### 古代都市エデッサ
楔形文字の文書にはウルファに当たる地名はまだ見つかっていない。ギリシャ人が残した初期の文書には、オスロエ王国（Osroe、伝説上の建国者オスロエ に由来）の首都として「オルラ」（Ορρα, Orrha）、「オルロア」（Ορροα, Orrhoa）の名で言及される。
セレウコス1世ニカトールは紀元前303年に軍事植民都市をこの地に築き、ギリシャ人と東方の民族を混住させ、マケドニア王国の古都エデッサを記念して「エデッサ」と名付けた。また「カリロエ」（Kallirrhoe）という異名も記録にあり、アンティオコス4世エピファネスの治世にはシリアのアンティオキア（現アンタキヤ）からの植民者によって「カリロエのアンティオキア」（Αντιόχεια η επί Καλλιρρόης）と呼ばれた。

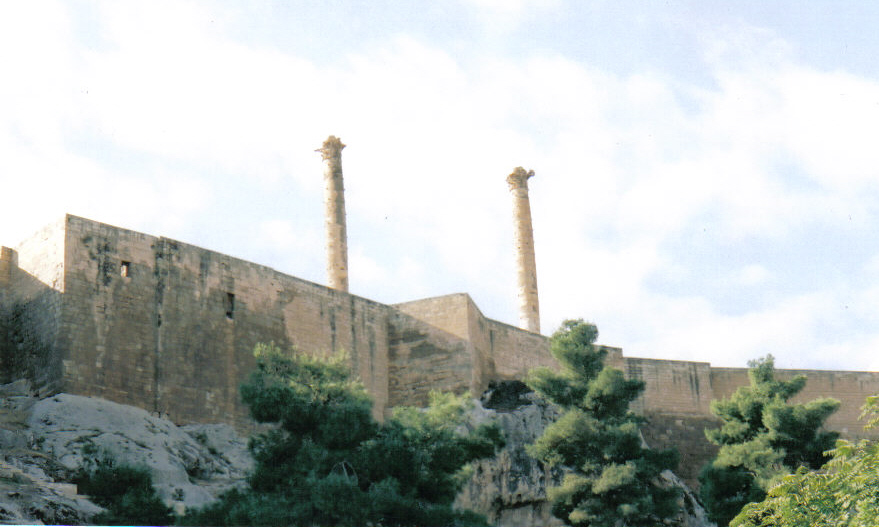
ローマ時代のエデッサの建物のうち、石柱だけが今でも街を見下ろすウルファ城に残っている

紀元前2世紀後半、セレウコス朝はパルティアとの戦い（前145 - 前129）で解体が進み、エデッサでも地方政権が独立状態となった。エデッサはアブガル王朝（Abgar）の建てたオスロエネ王国（エデッサ王国）の首都となった。オスロエネはアブガル9世のもとで 最初のキリスト教国家となった、という説もある。オスロエネ王国はアラビア北部から来たアラブ人またはナバテア人による国家で、紀元前132年から紀元214年までの4世紀近く続き、この間28人の王がいた。オスロエネは最初はパルティアの属国でありセレウコス朝とパルティアの緩衝国となったが、その後はシリアや地中海にまで勢力を伸ばしたアルメニア王国の属国となり、さらにグナエウス・ポンペイウスにより共和政ローマおよびローマ帝国に服属した。トラヤヌス帝の治世の末期、パルティアに対する戦争が始まると、エデッサはローマにより陥落し略奪され、116年から118年まで占領下にあった。しかしパルティア寄りの市民も多く、これが2世紀後半に第六次パルティア戦争を戦ったルキウス・ウェルス帝によるエデッサ略奪を招いた。212年から214年の間、オスロエネ王国はローマの属州となった。カラカラ帝がパルティアとの戦いを始めるとエデッサを根拠地としたが、217年にはエデッサから赴いた先のハッラーンで暗殺された。244年に王国は完全にローマに併合され独立王朝の歴史は終わった。259年にはエデッサの近くで、パルティアを滅ぼしたサーサーン朝ペルシアの皇帝シャープール1世の軍勢と、ローマ皇帝ウァレリアヌスの軍勢との間でエデッサの戦いが起こり、敗れたウァレリアヌスはサーサーン朝へ連行された。
オスロエネ王国を建てた部族の書き言語はアラム語であったが、後にシリア語が書き言葉になった。ヘレニズム文化の影響はエデッサを覆い、ローマに服属したアブガル9世の治世（179年 - 214年）を除く歴代の王は硬貨にシリア語の銘文を使った。またこれに対応するギリシャ語の銘文はなかった。
ビザンティン時代、エデッサはこの地方の中心となる有力な都市で、教会や学校、修道院などの多い宗教の中心としても栄えた洗練された街であった。525年、エデッサは大洪水で破壊されたが、当時の東ローマ皇帝ユスティヌス1世により再建されユスティノポリス（Justinopolis）と改名された。609年にはサーサーン朝に征服され、7世紀初頭にはヘラクレイオスが東ローマの下に取り戻したが直後の638年にレバントを北上しシリア征服を進めていた正統カリフの軍によって陥落した。

### エデッサのキリスト教史

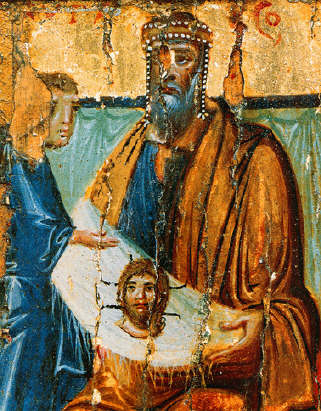
エデッサのアブガル王。イエスの顔が浮き上がった聖なる布（自印聖像・マンディリオン）を持っている。10世紀頃の絵画

エデッサへのキリスト教導入の正確な時代は不明だが、少なくとも190年より前であることは疑いない。キリスト教はエデッサ市と周辺に広がり、201年かそれ以前には王族も入信した。
エデッサ王がイエスの存命中に改宗し、最初にキリスト教徒となった王であるという伝説がある。カイサリアのエウセビオスが4世紀に記した著作にある伝承によれば、エデッサのアブガル5世（紀元前4年 - 7年、および13年 - 50年）は、彼のもとに使わされたアッダイ（Addai、アデウス Addeus、またはエデッサのタデウス Thaddeus of Edessa、イエスの70人の弟子の一人）によりイエスの教えに改宗したとされる。また様々な資料によれば、イエスの教えに従ったエデッサのアブガル王とはアブガル9世（177年 - 212年）であるという研究もある。アブガル9世によりキリスト教はオスロエネ王国の国教となった。この場合アッダイは、エウセビオスが『教会史』（Historia Ecclesiastica, I, xiii）で主張するように70人の弟子の一人でもなく使徒トマスがエデッサに送ったわけでもなく、2世紀後半にパレスチナからメソポタミア北部へ派遣された宣教師ということとなる。アッダイはエデッサの最初の主教（司教）になったとされ、そのあとをアグバル王とともに改宗したアッガイ（Aggai）が、さらにアンティオキアのセラピオン（Serapion of Antioch）に任命されたパルト（Palut）が継いだ。
2世紀のエデッサからは、有名なシリア語訳聖書のペシタ訳が登場したほか、172年頃にタティアヌス（Tatian）が4つの福音書を1冊にまとめた合併福音書（調和福音書）「ディアテッサロン」（Diatessaron）を編集している。この合併福音書は、412年から435年の間エデッサの主教を務めた聖ラブラ（Rabbula）が使用を禁ずるまでよく使われた。またエデッサの神学者の中で有名な者の中には、アブガル9世の学友であったバルダイサンがいる。彼はグノーシス主義に基づいた独自の教派を始め、キリスト教の宗教詩の創設や聖歌の始まりにおいて重要な役割を果たし、その教えは息子ハルモニウス（Harmonius）や弟子たちによって東方へ伝えられた。グノーシス派の『トマスによる福音書』も2世紀後半にエデッサで成立した可能性がある。
エデッサにおけるキリスト教徒の会議は早く197年に開催された（エウセビオス『教会史』、V, 23）。201年にエデッサは大洪水で破壊され荒廃し、キリスト教会も破壊された。232年、使徒トマスの遺物がインドよりもたらされ、この機会にトマス言行録なども書かれたとみられる。また3世紀半ばから4世紀初頭にかけて、デキウス帝やディオクレティアヌス帝の時期にはキリスト教が弾圧され、多くのキリスト教徒がエデッサで殉教した（デキウス帝の時期の Scharbîl や Barsamya、ディオクレティアヌス帝の時期の Gûrja, Schâmôna, Habib ら）。同じ時期、エデッサからメソポタミア東部やペルシャへの宣教も行われ、サーサーン朝における最初の教会を建設した。エデッサ主教のアティラティア（Atillâtiâ）の名は第1ニカイア公会議（325年）の出席者の中に見られる。ペレグリナティオ・シルヴィアエ（Peregrinatio Silviae）は388年頃にエデッサで多数の聖域を作った。

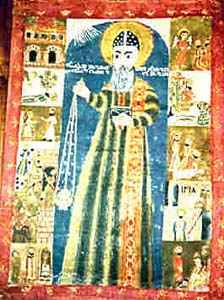
エフレムを描いたイコン。ディヤルバクルの Meryemana Kilesesi に所在

東にあるニシビス（Nisibis, 現在のヌサイビン）の街が363年にサーサーン朝に割譲されて以後、シリアのエフレム（エフライム）は生まれ故郷のニシビスからエデッサに逃れ、ペルシャ人のキリスト教徒の若者たちを教える学校を開設した。エデッサはシリア語圏の中心都市で様々な神学者が集まり、グノーシス派など無数の教派が乱立し自らの正当性を訴えていたが、エフレムの率いるニシビス学派（エデッサ学派）はこれらの諸派を反駁し、後にカトリック教会および正教会双方で聖人となった。しかし5世紀前半、アレクサンドリアのキュリロス（アレクサンドリア総主教）の友人であったエデッサ主教ラブラはこのペルシャ人主体の学校がネストリウス派の傾向を帯びていることを警戒した。5世紀半ばの主教エデッサのイバス（Ibas）のもとでエデッサのネストリウス派は絶頂に達したが、イバスの書簡も含めた三つの著作に関する「三章問題」をめぐって神学論争が起こる。エデッサの学校は457年に一時閉鎖され、488年にはゼノン帝およびアレクサンドリア総主教キュリロスにより閉鎖を命じられ、教師と生徒はニシビスに移り、ペルシャでの影響を強めアッシリア東方教会の精神的中心となっていった。しかしエデッサにおける合性論の支持は根強く、7世紀のムスリムによる征服以後も合性論の研究は盛んに行われた。
東ローマ帝国時代、エデッサはオスロエネ府主教区があり11の付属主教区が置かれた。18世紀初頭のフランスの歴史家ミシェル・ル・キエンはエデッサの35人の主教の名を列挙している が、11世紀以後は東方正教会の主教管轄区は消滅したとみられる。またル・キエンは29人のシリア正教会の主教について言及している。

### イスラム時代のエデッサ

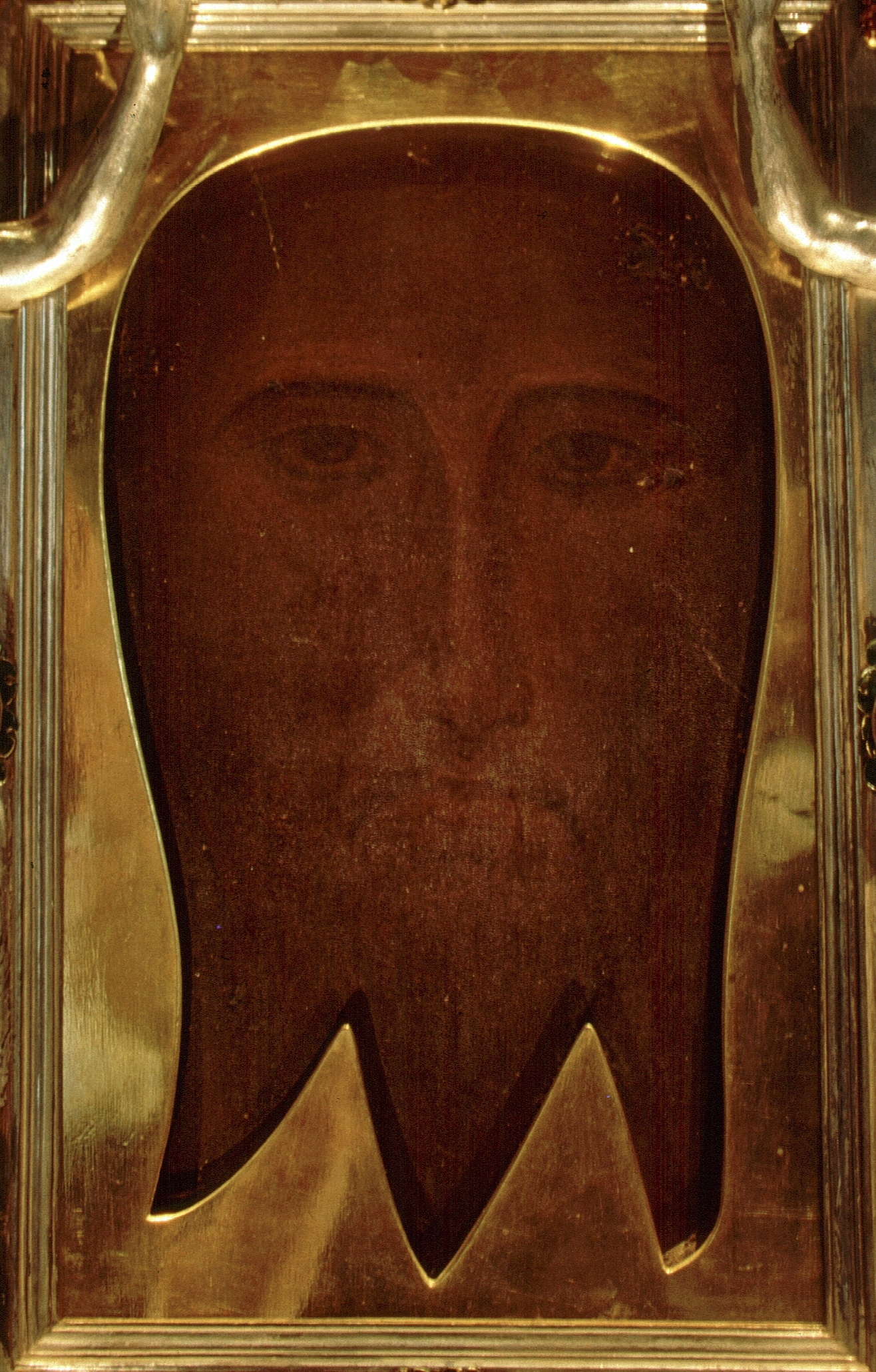
自印聖像（マンディリオン）。バチカン市に現存するもの

エデッサ伯国の位置（1135年）

イスラム帝国の軍が戦いを交えないままこの地方を征服して以降、エデッサはウマイヤ朝やアッバース朝に支配された。
東ローマがエデッサを回復しようとする努力は何度も続いた。ロマノス1世レカペノスはエデッサを占領した後、住民から自印聖像（エデッサのマンディリオン）（Holy Mandylion, エデッサのマンディリオン）というイエス・キリストの古代の肖像画（イエスの顔が写った布とされる聖遺物）を得て、首都コンスタンティノープルに944年8月16日、厳粛な儀式の下で移転させた。これはロマノス1世の治世の最後の偉業であった。この有名な聖遺物は、544年にはエデッサに存在したことが記録にあり、第4回十字軍の際にコンスタンティノープルから略奪されてヴェネツィア共和国の手で西欧に渡った。同様のエデッサのマンディリオンがいくつか西欧に渡り、バチカンやジェノヴァに現存する。エデッサのマンディリオン自体は、一部とされるものが後にフランス王の手に渡り、他の聖遺物とともにパリのサント・シャペルに納められていたがフランス革命時の混乱で行方不明になった。
ロマノス3世アルギュロスの治世の1031年、ゲオルグ・マニアケス将軍（George Maniakes）がエデッサをアラブ人の領主から奪還し一時的に東ローマの領土としたが、再びアラブ人、アルメニア人、セルジューク朝テュルク人と支配者が次々と入れ替わり、1098年には第1回十字軍に参加したブーローニュのボードゥワンがアルメニア人領主のソロスに歓迎されて入城した後これを退け、十字軍国家・エデッサ伯国を成立させた。エデッサ伯国は1144年まで存続したが、テュルク系のアタベク・ザンギーにより占領された（エデッサ包囲戦）。エデッサの住民の多くとラテン人の大司教がエデッサ包囲戦の末死亡したことが、当地在住のアルメニア人歴史家エデッサのマチューにより記録されている。
以後はアレッポのザンギー朝、モンゴル帝国、マムルーク朝エジプトなどにより支配され、15世紀にはティムール朝、黒羊朝（カラ・コユンル）、白羊朝（アク・コユンル朝）などが相次いで争ったため衰弱した。
1517年から1918年まで、オスマン帝国がウルファを支配し、綿花・皮革・宝石などの取引の中心となった。アッシリア人やアルメニア人も多く、イスラム教のほか、シリア正教会、アルメニア教会、カトリック教会の三つのキリスト教教派の共同体が存在した。しかしこれらのキリスト教徒はトルコ革命時に虐殺を逃れてウルファを去り、1924年には最後の集団がシリアのアレッポへ移っている。

### 第一次世界大戦の前後
1914年時点のウルファの人口は75,000人で、うち45,000人はトルコ人、25,000人はアルメニア人で残る5,000人はシリア正教会の信者だった。またユダヤ人も若干住んでいた。
しかし第一次世界大戦でオスマン帝国が敗れた後、ヨーロッパ各国はアナトリア高原の分割に奔走した。まずシリア・パレスチナでアラブ反乱を支援してきたイギリス軍が、次いでシリアを支配下に入れたフランス軍がウルファに進駐した。イギリスによる占領は事実上は1919年3月7日から、公式には3月24日からで、1919年10月30日まで続いた。フランスはイギリス撤退の翌日ウルファを占領したが、トルコ人から望まれない進駐は様々な抵抗運動を引き起こし、地元の抵抗軍（アンカラのトルコ新政府はまだ誕生しておらず、大国民会議は1920年4月23日に発足する）がフランス軍を1920年4月11日に破り撤退させるまで外国軍による占領は続いた。
フランス軍のウルファからの撤退は、フランス軍側と、地元軍の指揮をアンカラから任命されていたアリ・サイプ・ベイ（Ali Saip Bey）大尉側の代表の合意のもと行われた。撤退は平和裏に行われるはずだったが、シリアに向かうフランス軍を非正規軍がシェベケ峠（Şebeke Pass）で待ち伏せて攻撃を行ったことで議論となった。この戦いでフランス軍には296人の犠牲が出て、ゲリラ側にはそれ以上の犠牲が出た。
一連の戦いの中でアルメニア人やキリスト教徒に対する圧力は高まり、彼らは難民としてシリアなどに逃れざるを得なくなった。

### 現代
2012年、シャンルウルファ県全域は大都市自治体に指定され、旧シャンルウルファ市は新設のエイユビイェ、ハリリイェとカラキョプリュの3つの区自治体に分割された。

## シャンルウルファの現況

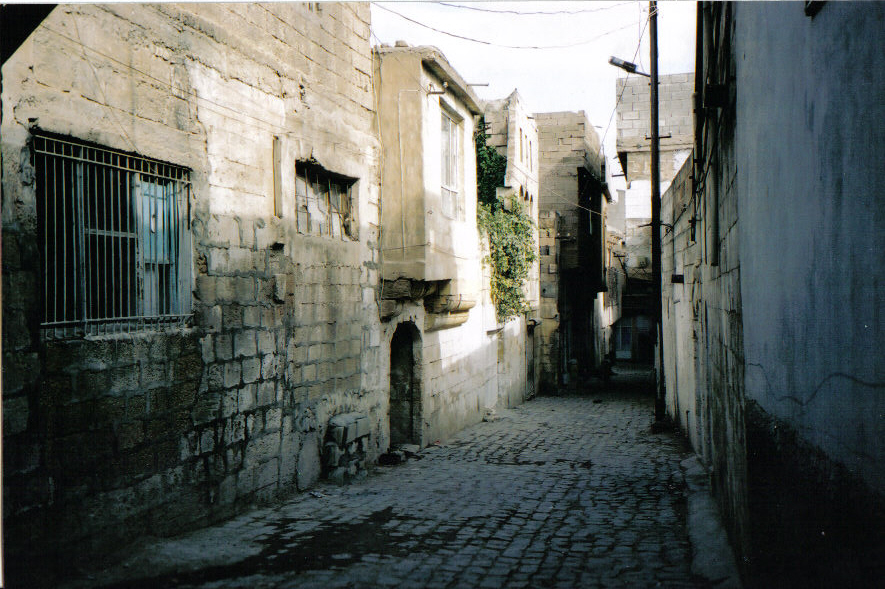
シャンルウルファの旧市街には多くの雰囲気ある裏通りがある

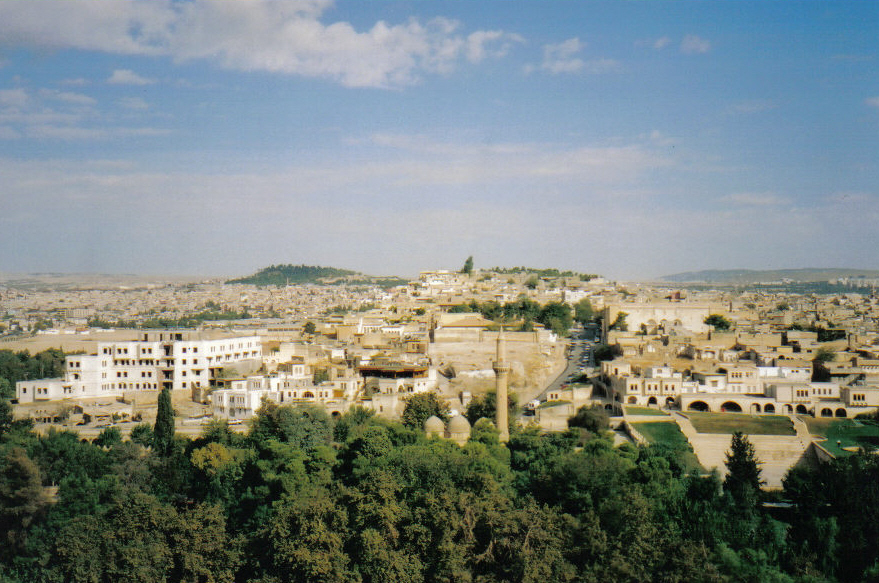
街の中央にそびえる丘の上のウルファ城からシャンルウルファの街を見下ろす

現代のシャンルウルファ（ウルファ）は新市街と旧市街が鮮やかな対照をなしている。旧市街はトルコ国内でも最もロマンチックな街並みの一つであり、バザールには果物や野菜を買い求める地元住民や、近郊の村から作物を売りに来る伝統衣装を着たアラブ人やクルド人の農民が朝早くから集まる。旧市街の建物の多くは、中庭を囲むような形の中東の伝統的なムスリムの住宅であり、庭は車やバイクの行き交う埃っぽい通りからは見えない。バザールの狭い通りは食べ物の盆を持った人が通り、小さな店の店先の低いテーブルに広げた新聞紙の上で客が食べ物を食べたり水を飲んだりしている。観光客からは非常にエキゾチックな風景と映るが、旧市街は概して貧しい。
シャンルウルファの新市街は近代的なコンクリート製のアパートが郊外へと虫食い状に広がり、道には街路樹が茂り、灼熱の外気の中でも涼しいエアコンの効いたレストランなどが並ぶ。
もてなしの心は強く、客として入った店で茶を飲むよう勧められることはままある。また中東で人気の高い娯楽である競馬も盛んで、競馬場や厩舎もある。

### 政治
市民にはクルド民族も多くクルド語が広く使われているが、トルコ人社会にほとんど同化しておりクルド民族主義への支持は少ない。トルクメン人の大きな共同体もある。シャンルウルファはコンヤなどとならびトルコへの忠誠心が強い地域で、イスラム主義系中道右派政党の公正発展党の牙城でもある。
政治的イスラム主義の強さの原因は、部分的には、トルコ人やクルド人よりイスラムの伝統に忠実な傾向の強いアラブ民族の多さも考えられる。

### 料理と飲料
ウルファの料理はトルコ南東部に典型的なもので、パンと肉が中心で、ケバブ、ドネルケバブ、カヴルマ（kavurma、揚げた肉やレバー）などの形で供され、ナスやトマトや唐辛子が多く使われる。その他、辛く味付けしたラム挽肉とブルグールを混ぜ合わせて肉団子状に成形したチウ・キョフテ（çiğ köfte）、バターやシロップをたくさん使った、バクラヴァと似た味の菓子キュネフェ（künefe）、クルミの菓子シッリク（sillik） 、苦いアラブ風コーヒーのムッラ（mırra）、テレビンノキ（Terebinth、Pistacia terebinthus）の果実を炒って作ったコーヒーのような飲料メネンギチュ・カフヴェシ（menengiç kahvesi）などがある。非常に辛いイソット（isot）またはウルファ・ビベル（Urfa Biber）という唐辛子への愛着は相当のもので、第一次大戦後のフランス占領下で当初ウルファの街が占領されたり家を失ったりすることに無関心だった人々が、唐辛子畑を行進するフランス軍の部隊を見て立ち上がったという逸話もある。この唐辛子はアイスクリームの風味をつけるのにも使われる。
ウルファは大都会というほどでもなくどちらかといえばトルコ西部よりも保守的な地方都市であるため、夕食にアルコール飲料が出されることはまずなく、喫茶店も家族連れと独身男性に厳格に分けられている。しかし大きなホテルなどでは酒が出ることも多く、大学の増加や経済成長に伴い社会の気風も変化しつつある。

### 経済
ウルファやハッラーンの平原は熱い太陽が照りつけ乾燥しており、1980年代末には旱魃で多くの耕地が放棄された。1990年代初頭より政府が開始した南東アナトリア計画では大規模な灌漑が計画され、安定して水が得られるようになった地域では綿花栽培などのブームが起こった。また軽工業も発展しており、失業や貧困は他のトルコ東部の街に比較して少ない。大きな貯水池は観光地ともなり、沿岸にレストランも増えている。

## 観光地

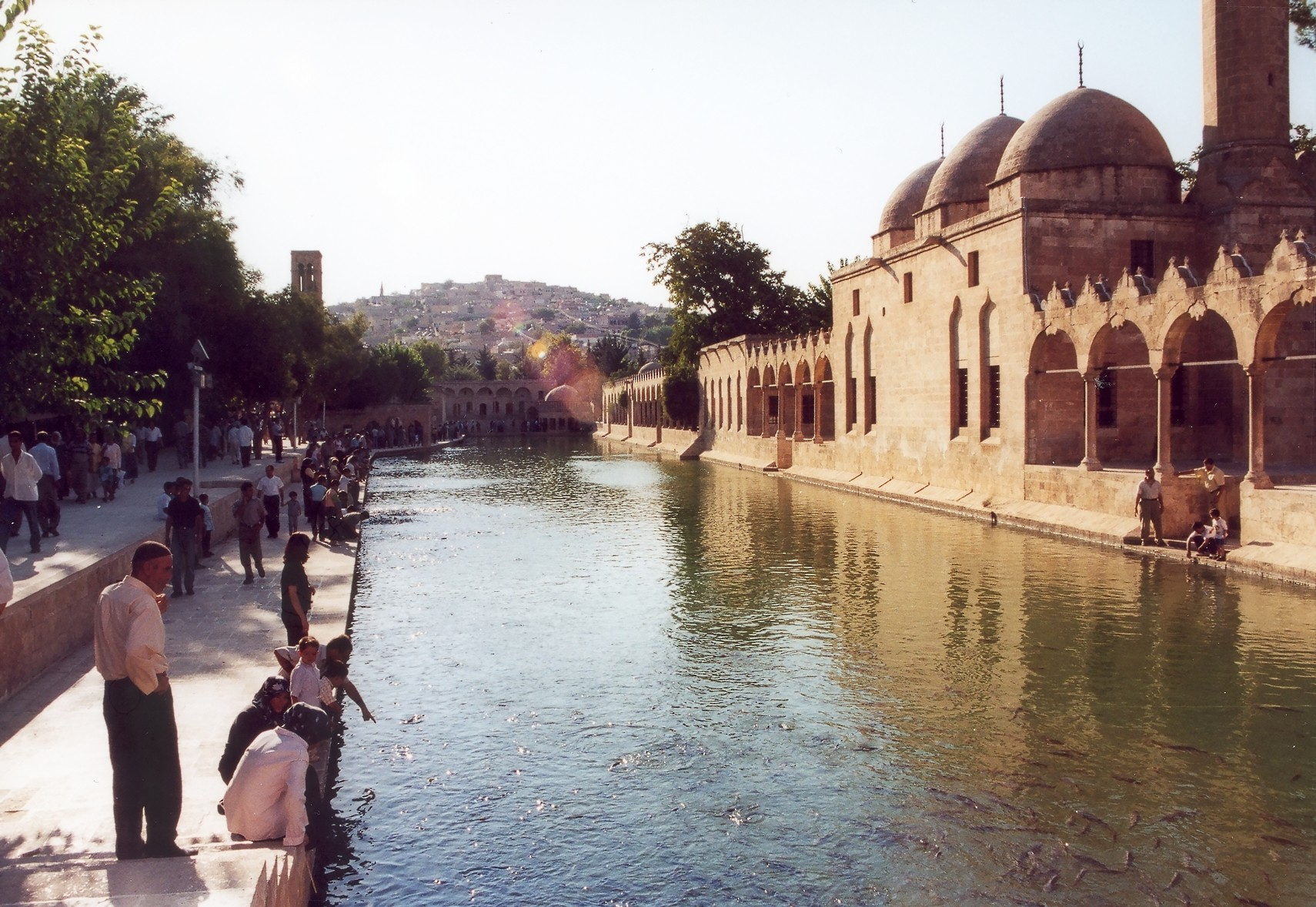
バルックル・ギョル

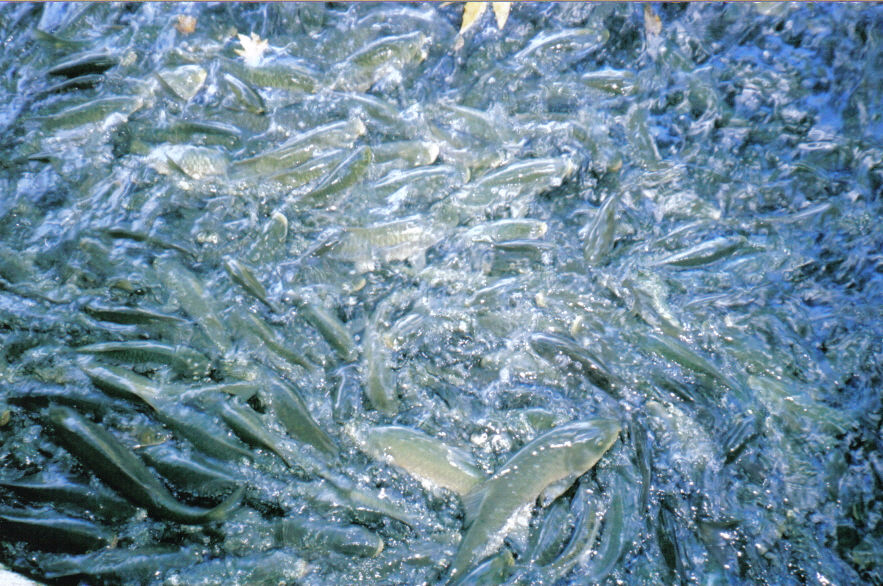
バルックル・ギョルの鯉

シャンルウルファおよびその近郊には以下のような観光地がある。
- 預言者アブラハムの生誕地という言い伝えのある洞窟が市の南にある。
- ウルファ城 - 現在の城壁は814年にアッバース朝が建てたもの。
- 聖なる魚の池（バルックル・ギョル、Balıklıgöl） - アブラハムがニムロド王により火の中に投げられたが、火が水に変わったという言い伝えがある。アイユーブ朝時代の1211年に、かつてのキリスト教会の聖堂を再利用し建設されたハリル＝ウル＝ラフマン（Halil-ur-Rahman）・モスクの中庭にあり、周りは庭園に囲まれている。大勢の魚が観光客の投げるえさに殺到しているが、白い魚を見たものは天国に行けるという言い伝えもある。
- ルズワニイェ・モスク（ルズワニイェ・ジャーミィ、Rızvaniye Camii） - オスマン帝国時代の1716年に建設された、比較的新しいモスク。バルックル・ギョルと一体になっている。
- アイン・ゼリハ（Ayn-i Zeliha Gölü） - バルックル・ギョルの近くにある別の池で、アブラハムに続いてニムロドの娘ゼリハが火に入った場所。
- 大モスク（ウル・ジャーミィ、Şanlıurfa Ulu Camii） - 1170年に、アラブ人が「赤い教会」と呼んでいたローマ時代からのキリスト教聖堂を使い建設された。モスクの井戸は、イエスの遺骸を覆った布（メンディル、mendil）が投げ入れられた場所とされている。
- 市の城壁の跡
- オスマン朝時代の8つのトルコ式浴場
- 伝統的なウルファの住宅。家族のための空間（ハレム harem）と客人のための空間（セラム selam）が分かれている。その内の一軒が公開されている。
- ウルファ近郊では、新石器時代のメソポタミア北部の重要遺跡が多く出土している。
  - ネヴァル・チョリの神殿（Nevalı Çori） - 紀元前8000年に遡る新石器時代以来の遺跡で、現在はアタテュルク・ダムの底にあるが、いくつかの遺跡が水際に移築されている。
  - ギョベクリ・テペ（Göbekli Tepe） - シャンルウルファの郊外の遺跡。世界最古とされる紀元前9000年頃の石造の神殿が発見されている。